# ماكس تشارلزورث
ماكس تشارلزورث (بالإنجليزية: Max Charlesworth)‏ هو فيلسوف أسترالي، ولد في 30 ديسمبر 1925، وتوفي في 2 يونيو 2014.